# Derambila idiosceles
Derambila idiosceles là một loài bướm đêm trong họ Geometridae.